# عادلة بنت عبد الله بن عبد العزيز آل سعود
الأميرة عادلة بنت عبد الله بن عبد العزيز آل سعود من مواليد مدينة الرياض وبها نشأت. والدتها هي الأميرة عايدة فستق فلسطينية من سكان لبنان. حصلت على الثانوية عامة من القسم العلمي بمدارس الرياض الأهلية. ثم حصلت على بكالوريوس الأدب الإنجليزي من جامعة الملك سعود بالرياض. حاصلة على العديد من الدورات التدريبية والتطويرية في مجال العمل الاجتماعي. ورئيسة جمعية الحفاظ علي التراث السعودي والمتحف الوطني وتدعم المبادرات البناءة في المجتمع السعودي في مجالات الصحة والاجتماعي.

## المناصب
- مؤسسة ومشرفة على مركز توثيق سيرة الملك عبد الله بن عبد العزيز آل سعود.
- نائبة رئيسة لجنة برنامج الأمان الأسري الوطني.[4]
- عضو مؤسس ورئيسة مجلس إدارة جمعية سند الخيرية لدعم الأطفال المصابين بالسرطان.
- نائبة رئيسة اللجنة النسائية مؤسسة الملك عبد العزيز ورجاله للموهبة والإبداع.
- رئيسة مجلس إدارة الجمعية السعودية للمحافظة على التراث.
- رئيسة لجنة صاحبات الأعمال – الغرفة التجارية بجدة.
- رئيسة الهيئة الاستشارية للمتحف الوطني.
- عضو مؤسس ورئيسة لجنة صديقات الصحة والأسر المنتجة بالطائف.
- عضو مؤسس ورئيسة المؤسسة الخيرية الوطنية للرعاية الصحية المنزلية بجدة.

## الأسرة
متزوجة من وزير التعليم سابقاً الأمير فيصل بن عبد الله بن محمد بن عبد العزيز آل سعود
```
آل سعود
 ولديهم ستة من اللأبناء.
```